# Старе Татаурово
Старе Татаурово (рос. Старое Татаурово) — село Прибайкальського району, Бурятії Росії. Входить до складу Сільського поселення Татауровського.
Населення — 992 особи (2015 рік).